# 中國稀土 (1987年成立)
中國稀土控股有限公司（港交所：0769）成立於1987年，並於1999年於香港證券交易所上市。該集團前稱宜興新威控股有限公司，由蔣泉龍於中國江蘇省宜興市創立，蔣亦為現任主席。中國稀土的主要業務為生產稀土產品及多種行業用的耐火材料。
2008年資產淨值為HKD 2,473,529,000 ，虧損為HKD 172,407,000 。
中國稀土於2005年收購海城市蘇海鎂礦有限公司、於2008年收購江華瑤族自治縣興華稀土新材料有限公司及和平縣東冶稀土新材料有限公司。

## 外部連結
- 中國稀土控股有限公司官方網站 （页面存档备份，存于）